# Yasser Al Mosailem
Yasser Abdullah Al Mosailem (in arabo ياسر عبدالله المسيليم‎?; Al-Hasa, 27 febbraio 1984) è un ex calciatore saudita, di ruolo portiere.

## Carriera
Al-Mosailem ha iniziato la sua carriera nelle giovanili dell'Hajer, fino all'11 novembre 2002, giorno nel quale si trasferisce per 200.000 riyal all'Al-Ahli. Debutta con la prima squadra il 22 ottobre 2005, in una partita di campionato vinta per 3-0 contro l'Al-Hazem. Finì la prima stagione collezionando 12 presenze. Nella seconda stagione con l'Al-Ahli vinse il suo primo trofeo, la Coppa del Principe della Corona saudita. Rimase titolare della squadra di Jeddah fino alla stagione 2012-2013, dove fu rimpiazzato da Abdullah Al-Mayouf, riuscendo a mettere a referto solo 22 presenze nelle successive 3 stagioni. Nonostante ciò, il 20 maggio 2014, rinnova il suo contratto. Il 24 febbraio 2015, nella finale di coppa, Al-Mosailem entrò dalla panchina per parare un rigore causato da Al-Mayouf, che commise un fallo da rosso diretto. Anche grazie alle sue parate l'Al-Ahli vinse la seconda Coppa del Principe della Corona saudita, cosa che gli valse nuovamente il posto da titolare, avendo un ruolo cruciale nella vittoria del primo campionato dopo 32 anni, nonché il terzo nella storia del club. Il 23 ottobre 2016 riporta una lesione di secondo grado del polpaccio destro, costringendolo a quattro settimane di stop. Il 29 dicembre 2016 rinnova con l'Al-Ahli fino al 30 giugno 2020.

## Statistiche

### Presenze e reti nei club
Statistiche aggiornate al 1º luglio 2023
| Stagione        | Squadra         | Campionato      | Campionato | Campionato | Coppe nazionali | Coppe nazionali | Coppe nazionali | Coppe continentali | Coppe continentali | Coppe continentali | Altre coppe | Altre coppe | Altre coppe | Totale | Totale |
| Stagione        | Squadra         | Comp            | Pres       | Reti       | Comp            | Pres            | Reti            | Comp               | Pres               | Reti               | Comp        | Pres        | Reti        | Pres   | Reti   |
| --------------- | --------------- | --------------- | ---------- | ---------- | --------------- | --------------- | --------------- | ------------------ | ------------------ | ------------------ | ----------- | ----------- | ----------- | ------ | ------ |
| 2005-2006       | Al-Ahli         | SPL             | 7          | -10        | CS              | 5               | -6              | -                  | -                  | -                  |             | -           | -           | 12     | -16    |
| 2006-2007       | Al-Ahli         | SPL             | 11         | -13        | CS              | 5               | -2              | -                  | -                  | -                  |             | -           | -           | 16     | -15    |
| 2007-2008       | Al-Ahli         | SPL             | 20         | -29        | CS+KCC          | 3+1             | -4+ -4          | AFC                | 4                  | -3                 |             | -           | -           | 28     | -40    |
| 2008-2009       | Al-Ahli         | SPL             | 12         | -12        | -               | -               | -               | -                  | -                  | -                  |             | -           | -           | 12     | -12    |
| 2009-2010       | Al-Ahli         | SPL             | 9          | -13        | CS+KCC          | 0+2             | 0+ -4           | AFC                | 4                  | -4                 |             | -           | -           | 15     | -21    |
| 2010-2011       | Al-Ahli         | SPL             | 21         | -30        | CS+KCC          | 2+4             | -3+ -4          | -                  | -                  | -                  |             | -           | -           | 27     | -37    |
| 2011-2012       | Al-Ahli         | SPL             | 26         | -22        | CS+KCC          | 1+0             | -2+0            | AFC                | 2                  | -3                 |             | -           | -           | 29     | -27    |
| 2012-2013       | Al-Ahli         | SPL             | 12         | -15        | CS+KCC          | 0+4             | 0+ -4           | AFC                | 3                  | -2                 |             | -           | -           | 19     | -21    |
| 2013-2014       | Al-Ahli         | SPL             | 1          | -1         | CS+KCC          | 0               | 0               | -                  | -                  | -                  |             | -           | -           | 1      | -1     |
| 2014-2015       | Al-Ahli         | SPL             | 1          | -1         | CS+KCC          | 1+0             | -1+0            | AFC                | 0                  | 0                  |             | -           | -           | 2      | -2     |
| 2015-2016       | Al-Ahli         | SPL             | 22         | -16        | CS+KCC          | 4+3             | -4+ -4          | AFC                | 2                  | -3                 |             | -           | -           | 31     | -27    |
| 2016-2017       | Al-Ahli         | SPL             | 16         | -16        | CS+KCC          | 1+5             | -1+ -5          | AFC                | 8                  | -9                 | SS          | 1           | -1          | 31     | -32    |
| 2017-2018       | Al-Ahli         | SPL             | 2          | 0          | KCC             | 2               | 0               | AFC                | 6                  | -4                 |             | -           | -           | 10     | -4     |
| 2018-2019       | Al-Ahli         | SPL             | 4          | -9         | CCA+KCC         | 1+3             | 0+ -1           | AFC                | 0                  | 0                  |             | -           | -           | 8      | -10    |
| 2019-2020       | Al-Ahli         | SPL             | 17         | -22        | KCC             | 3               | -2              | AFC                | 2+1                | -2+0               |             | -           | -           | 23     | -26    |
| 2020-2021       | Al-Ahli         | SPL             | 4          | -5         | -               | -               | -               | -                  | -                  | -                  |             | -           | -           | 4      | -5     |
| 2021-2022       | Al-Ahli         | SPL             | 4          | -5         | KCC             | 0               | 0               | -                  | -                  | -                  |             | -           | -           | 4      | -5     |
| 2022-2023       | Al-Ahli         | PD              | 3          | -2         | -               | -               | -               | -                  | -                  | -                  |             | -           | -           | 3      | -2     |
| Totale Al Ahli  | Totale Al Ahli  | Totale Al Ahli  | 192        | -221       |                 | 50              | -51             |                    | 32                 | -30                |             | 1           | -1          | 275    | -303   |
| Totale carriera | Totale carriera | Totale carriera | 192        | -221       |                 | 50              | -51             |                    | 32                 | -30                |             | 1           | -1          | 275    | -303   |

### Cronologia presenze e reti in nazionale
| Cronologia completa delle presenze e delle reti in nazionale ― Arabia Saudita | Cronologia completa delle presenze e delle reti in nazionale ― Arabia Saudita | Cronologia completa delle presenze e delle reti in nazionale ― Arabia Saudita | Cronologia completa delle presenze e delle reti in nazionale ― Arabia Saudita | Cronologia completa delle presenze e delle reti in nazionale ― Arabia Saudita | Cronologia completa delle presenze e delle reti in nazionale ― Arabia Saudita | Cronologia completa delle presenze e delle reti in nazionale ― Arabia Saudita | Cronologia completa delle presenze e delle reti in nazionale ― Arabia Saudita |
| Data                                                                          | Città                                                                         | In casa                                                                       | Risultato                                                                     | Ospiti                                                                        | Competizione                                                                  | Reti                                                                          | Note                                                                          |
| ----------------------------------------------------------------------------- | ----------------------------------------------------------------------------- | ----------------------------------------------------------------------------- | ----------------------------------------------------------------------------- | ----------------------------------------------------------------------------- | ----------------------------------------------------------------------------- | ----------------------------------------------------------------------------- | ----------------------------------------------------------------------------- |
| 15-3-2006                                                                     | Jeddah                                                                        | Arabia Saudita                                                                | 2 – 2                                                                         | Iraq                                                                          | Amichevole                                                                    | -2                                                                            |                                                                               |
| 8-11-2006                                                                     | Riyad                                                                         | Arabia Saudita                                                                | 2 – 1                                                                         | Giordania                                                                     | Amichevole                                                                    | -1                                                                            |                                                                               |
| 15-10-2006                                                                    | Sapporo                                                                       | Giappone                                                                      | 3 – 1                                                                         | Arabia Saudita                                                                | Qual. Coppa d'Asia 2007                                                       | -3                                                                            |                                                                               |
| 24-6-2007                                                                     | Kallang                                                                       | Emirati Arabi Uniti                                                           | 0 – 2                                                                         | Arabia Saudita                                                                | Amichevole                                                                    | -                                                                             |                                                                               |
| 27-6-2007                                                                     | Kallang                                                                       | Singapore                                                                     | 1 – 2                                                                         | Arabia Saudita                                                                | Amichevole                                                                    | -1                                                                            |                                                                               |
| 4-7-2007                                                                      | Singapore                                                                     | Arabia Saudita                                                                | 1 – 1                                                                         | Corea del Nord                                                                | Amichevole                                                                    | -1                                                                            |                                                                               |
| 11-7-2007                                                                     | Giacarta                                                                      | Corea del Sud                                                                 | 1 – 1                                                                         | Arabia Saudita                                                                | Coppa d'Asia 2007 - 1º turno                                                  | -1                                                                            |                                                                               |
| 14-7-2007                                                                     | Giacarta                                                                      | Indonesia                                                                     | 1 – 2                                                                         | Arabia Saudita                                                                | Coppa d'Asia 2007 - 1º turno                                                  | -1                                                                            |                                                                               |
| 18-7-2007                                                                     | Giacarta                                                                      | Arabia Saudita                                                                | 4 – 0                                                                         | Bahrein                                                                       | Coppa d'Asia 2007 - 1º turno                                                  | -                                                                             |                                                                               |
| 22-7-2007                                                                     | Giacarta                                                                      | Arabia Saudita                                                                | 2 – 1                                                                         | Uzbekistan                                                                    | Coppa d'Asia 2007 - Quarti di finale                                          | -1                                                                            |                                                                               |
| 25-7-2007                                                                     | Hanoi                                                                         | Giappone                                                                      | 2 – 3                                                                         | Arabia Saudita                                                                | Coppa d'Asia 2007 - Semifinale                                                | -2                                                                            |                                                                               |
| 29-7-2007                                                                     | Giacarta                                                                      | Iraq                                                                          | 1 – 0                                                                         | Arabia Saudita                                                                | Coppa d'Asia 2007 - Finale                                                    | -1                                                                            |                                                                               |
| 11-9-2007                                                                     | Riyad                                                                         | Arabia Saudita                                                                | 5 – 0                                                                         | Ghana                                                                         | Amichevole                                                                    | -                                                                             |                                                                               |
| 2-11-2007                                                                     | Riyad                                                                         | Arabia Saudita                                                                | 1 – 0                                                                         | Namibia                                                                       | Amichevole                                                                    | -                                                                             |                                                                               |
| 9-11-2007                                                                     | Jeddah                                                                        | Arabia Saudita                                                                | 2 – 0                                                                         | Estonia                                                                       | Amichevole                                                                    | -                                                                             |                                                                               |
| 18-11-2007                                                                    | Ismailia                                                                      | Libia                                                                         | 2 – 1                                                                         | Arabia Saudita                                                                | Amichevole                                                                    | -2                                                                            |                                                                               |
| 25-11-2007                                                                    | Il Cairo                                                                      | Egitto                                                                        | 2 – 1                                                                         | Arabia Saudita                                                                | Giochi panarabi 2007                                                          | -2                                                                            |                                                                               |
| 27-12-2008                                                                    | Dammam                                                                        | Arabia Saudita                                                                | 1 – 1                                                                         | Siria                                                                         | Amichevole                                                                    | -1                                                                            | 46’                                                                           |
| 26-5-2009                                                                     | Doha                                                                          | Qatar                                                                         | 2 – 1                                                                         | Arabia Saudita                                                                | Amichevole                                                                    | -2                                                                            |                                                                               |
| 11-9-2012                                                                     | Beauvais                                                                      | Gabon                                                                         | 1 – 0                                                                         | Arabia Saudita                                                                | Amichevole                                                                    | -1                                                                            |                                                                               |
| 14-10-2012                                                                    | Al-Hasa                                                                       | Arabia Saudita                                                                | 3 – 2                                                                         | Rep. del Congo                                                                | Amichevole                                                                    | -2                                                                            |                                                                               |
| 24-8-2016                                                                     | Doha                                                                          | Arabia Saudita                                                                | 4 – 0                                                                         | Laos                                                                          | Amichevole                                                                    | -                                                                             | 46’                                                                           |
| 1-9-2016                                                                      | Riad                                                                          | Arabia Saudita                                                                | 1 – 0                                                                         | Thailandia                                                                    | Qual. Mondiali 2018                                                           | -                                                                             | 20’                                                                           |
| 6-9-2016                                                                      | Shah Alam                                                                     | Iraq                                                                          | 1 – 2                                                                         | Arabia Saudita                                                                | Qual. Mondiali 2018                                                           | -1                                                                            |                                                                               |
| 6-10-2016                                                                     | Riad                                                                          | Arabia Saudita                                                                | 2 – 2                                                                         | Australia                                                                     | Qual. Mondiali 2018                                                           | -2                                                                            |                                                                               |
| 11-10-2016                                                                    | Gedda                                                                         | Arabia Saudita                                                                | 3 – 0                                                                         | Emirati Arabi Uniti                                                           | Qual. Mondiali 2018                                                           | -                                                                             |                                                                               |
| 10-1-2017                                                                     | Abu Dhabi                                                                     | Arabia Saudita                                                                | 0 – 0                                                                         | Slovenia                                                                      | Amichevole                                                                    | -                                                                             |                                                                               |
| 23-3-2017                                                                     | Bangkok                                                                       | Thailandia                                                                    | 0 – 3                                                                         | Arabia Saudita                                                                | Qual. Mondiali 2018                                                           | -                                                                             |                                                                               |
| 28-3-2017                                                                     | Riad                                                                          | Arabia Saudita                                                                | 1 – 0                                                                         | Iraq                                                                          | Qual. Mondiali 2018                                                           | -                                                                             |                                                                               |
| 8-6-2017                                                                      | Sydney                                                                        | Australia                                                                     | 3 – 2                                                                         | Arabia Saudita                                                                | Qual. Mondiali 2018                                                           | -3                                                                            |                                                                               |
| 23-3-2018                                                                     | Marbella                                                                      | Ucraina                                                                       | 1 – 1                                                                         | Arabia Saudita                                                                | Amichevole                                                                    | -1                                                                            |                                                                               |
| 15-5-2018                                                                     | Siviglia                                                                      | Arabia Saudita                                                                | 2 – 0                                                                         | Grecia                                                                        | Amichevole                                                                    | -                                                                             |                                                                               |
| 25-6-2018                                                                     | Volgograd                                                                     | Arabia Saudita                                                                | 2 – 1                                                                         | Egitto                                                                        | Mondiali 2018 - 1º turno                                                      | -1                                                                            |                                                                               |
| Totale                                                                        |                                                                               | Presenze                                                                      | 33                                                                            |                                                                               | Reti                                                                          | -32                                                                           |                                                                               |

## Palmarès

### Club
- Saudi Professional League: 1

Al-Ahli: 2015-2016
- Coppa del Principe della Corona saudita: 2

Al-Ahli: 2006-2007, 2014-2015
- Coppa del Re dei Campioni: 2

Al-Ahli: 2010-2011, 2015-2016
- Supercoppa saudita: 1

Al-Ahli: 2016

### Individuale
- Miglior portiere della stagione: 1

Al-Ahli: 2015-2016